# Paranoid (chanson de Kanye West)
Pour les articles homonymes, voir Paranoid.
Singles de Kanye West
Forever
(2009) Power
(2010)
Singles par Mr Hudson
There Will Be Tears
(2008) Supernova
(2009)
Paranoid est le 4e single musical sorti en mars 2009 de l'artiste hip-hop Kanye West extrait de son album studio 808s and Heartbreak (2008). La chanson est écrite et composée par Jeff Bhasker, Kanye West, Dexter Mills, Scott Mescudi, Patrick Reynolds et la production est réalisée par Kanye West, Jeff Bhasker et Plain Pat. La chanson est en featuring avec le chanteur anglais Mr Hudson.
La chanteuse de la Barbade Rihanna joue dans le clip de la chanson.

## Classement
| Classements (2009)              | Meilleure position |
| ------------------------------- | ------------------ |
| Belgique (Flandre Ultratip 100) | 15                 |
| Belgique (Wallonie Ultratip 50) | 14                 |
| États-Unis (Rap Songs)          | 34                 |